# Micro-cheating
Micro-cheating (în română micro-înșelat) este o formă contemporană de infidelitate, de cele mai multe ori fără a implica un act sexual. Această relație ambiguă este menținută cu o altă persoană decât partenerul sau partenera sa. Această infidelitate emoțională este facilitată de utilizarea rețelelor sociale.

## Descriere
Similar flirtului, micro-înșelatul reprezintă o formă de infidelitate emoțională. Micro-înșelatul a fost descris începând cu sfârșitul anilor 2010. Acesta prosperă prin utilizarea aplicațiilor de mesagerie ale rețelelor sociale, limitându-se la schimburi de mesaje care generează o apropiere relațională și emoțională, în secret față de consort. Uneori, simplul fapt de a aprecia în mod constant postările unei alte persoane poate fi considerat micro-înșelat. Acest lucru poate fi banal pentru cuplu sau, în alte cazuri, mai ambiguu și poate provoca o criză conjugală. Practica pare să crească în anii 2020.

## Istoric
Termenul „micro-cheating” a fost creat în 2018 de dr. Martin Graff, lector în psihologie la Universitatea din New South Wales, Australia.